# Between the World and Us
Between the World and Us (Originaltitel: Dünyayla Benim Aramda) ist eine türkische Dramaserie, die von der Produktionsfirma MF Yapım für die Walt Disney Company umgesetzt wurde. In der Türkei fand die Premiere der Serie am 14. September 2022 als Original durch Disney+ via Star statt. Im deutschsprachigen Raum erfolgte die Erstveröffentlichung der Serie am 14. Dezember 2022 durch Disney+ via Star.

## Handlung
Die Serie handelt von der turbulenten Beziehung zwischen İlkin, der Chefredakteurin eines renommierten Modemagazins, und Tolga, einem bekannten und beliebten TV-Star.

## Besetzung und Synchronisation
Die deutschsprachige Synchronisation entstand nach den Dialogbüchern sowie unter der Dialogregie von Heike Kospach und Bianca Krahl durch die Synchronfirma VSI Synchron in Berlin.
| Rolle       | Schauspieler         | Synchronsprecher       |
| ----------- | -------------------- | ---------------------- |
| İlkin       | Demet Özdemir        | Esra Vural             |
| Tolga       | Buğra Gülsoy         | Ozan Ünal              |
| Sinem       | Hafsanur Sancaktutan | Jill Böttcher          |
| Kenan       | Metin Akdülger       | Tim Knauer             |
| Burçin      | Zerrin Tekindor      | Bianca Krahl           |
| Ceren       | Melisa Döngel        | Julia Kaufmann         |
| Uluç        | Ali Yoğurtçuoğlu     | Tobias Nath            |
| Cüneyt      | İbrahim Selim        | Sven Hasper            |
| Sinan       | Onur Berk Arslanoğlu | Timo Weisschnur        |
| Başak       | Ceylan Dizdar        | Katharina Schwarzmaier |
| Ceylan      | Gözde Demirtaş       | Antje Thiele           |
| Damla       | Semiha Bezek         | Susanne Geier          |
| Ayşenil     | Ayşenil Şamlıoğlu    | Frauke Poolman         |
| Atilla      | Berk Çanakoğlu       | Jonas Lauenstein       |
| Regisseur   | Erdal Bali           | Thomas Wenke           |
| Moderatorin | Damla Uğurtürk       | Bianca Warnek-Steinke  |

## Episodenliste
| Nr. | Deutscher Titel          | Originaltitel         | Erstveröffentlichung (Türkei) | Deutschsprachige Erstveröffentlichung (D/A/CH) |
| --- | ------------------------ | --------------------- | ----------------------------- | ---------------------------------------------- |
| 1   | Reden wir?               | İnkar                 | 14. Sep. 2022                 | 14. Dez. 2022                                  |
| 2   | Ein neuer Schachzug      | Şüphe                 | 14. Sep. 2022                 | 14. Dez. 2022                                  |
| 3   | Zwei Zimmer              | Blöf                  | 21. Sep. 2022                 | 21. Dez. 2022                                  |
| 4   | Konfrontation            | Yüzleşme              | 28. Sep. 2022                 | 28. Dez. 2022                                  |
| 5   | Kein Zurück              | Kabulleniş            | 5. Okt. 2022                  | 4. Jan. 2023                                   |
| 6   | Das Leben geht weiter    | Hayata Dönüş          | 12. Okt. 2022                 | 11. Jan. 2023                                  |
| 7   | Neue Gefühle             | Bırakmak              | 19. Okt. 2022                 | 18. Jan. 2023                                  |
| 8   | Zwischen Lügen und Liebe | Dünyayla Benim Aramda | 26. Okt. 2022                 | 25. Jan. 2023                                  |